# كيمياء البلورات

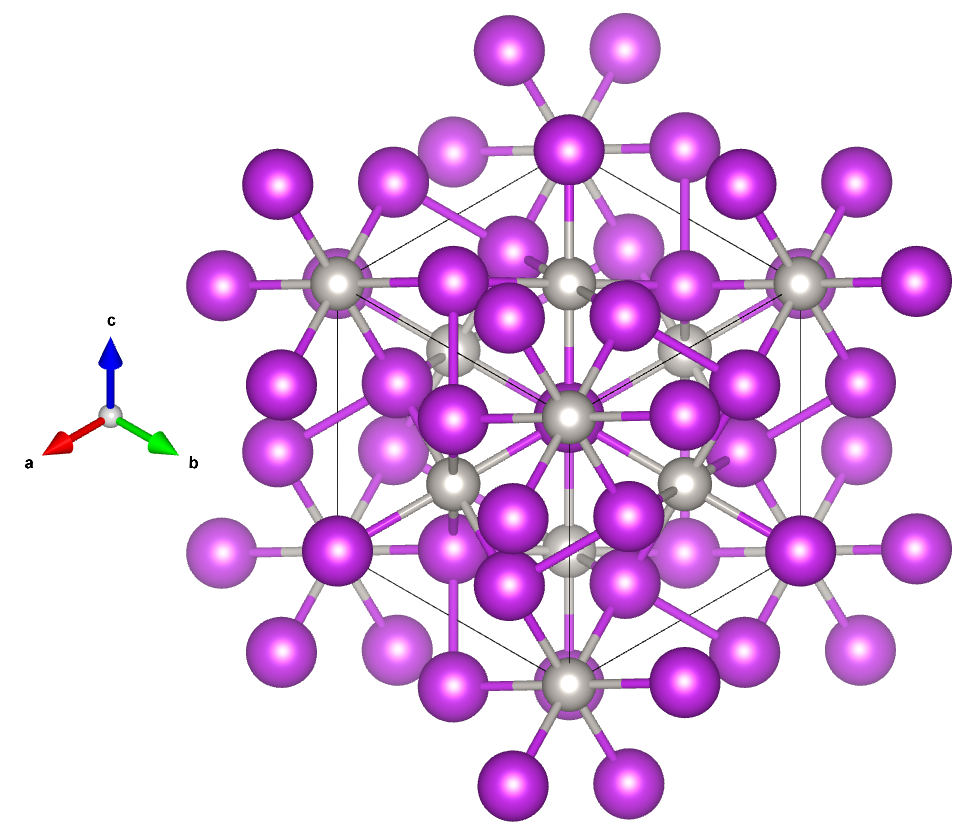
بنية بلورة إنسيزوايت (Brese-Schnering 1994) تتركز حول الأقطار الفضائية الثلاثة

الكيمياء البلورية هي دراسة قواعد الكيمياء للبلورات واستخدامها في وصف علاقات الخواص البنيوية في المواد الصلبة. حيث يتم وصف المبادئ التي تحكم اتحاد البنية البلورية والزجاجية، ودراسة نماذج العديد من البنية البلورية الهامة تقنيًا (كبريتيد الزنك، وأكسيد الألومنيوم، والكوارتز، وتيتانات الكالسيوم)، ومناقشة أثر البنية البلورية على الآليّات الأساسية المختلفة المسؤولة عن العديد من الخواص الفيزيائية.
تشمل أهداف هذا المجال ما يلي:
1. التعرف على المواد الخام والمعادن الهامة، وكذلك أسمائها وصيغها الكيميائية.
2. وصف البنية البلورية للمواد الهامة وتحديد نماذجها الذرية.
3. التعرف على تصنيفات الكيمياء البلورية والزجاجية.
4. فهم كيفية ارتباط الخواص الفيزيائية والكيميائية بـ البنية البلورية والبنية المجهرية.
5. دراسة الأهمية الهندسية لهذه الأفكار وكيفية ارتباطها بالمنتجات الصناعية: في الماضي والحاضر والمستقبل.

تشمل موضوعات الدراسة ما يلي:
1. الارتباط الكيميائي، والسالبية الكهربية
2. أساسيات علم البلورات: الأنظمة البلورية، ومؤشرات ميلر البلورية، وعناصر التناظر، وطول وأنصاف أقطار الروابط، والكثافة النظرية
3. التنبؤ بالبنية البلورية والزجاجية: قواعد باولينج وقواعد زاكارياسن
4. مخططات الأطوار والكيمياء البلورية (بما في ذلك المحاليل الجامدة)
5. العيوب (تشمل كيمياء العيوب والعيوب البلورية)
6. التحولات الطورية
7. علاقات الخواص بالبنية: قانون نيومان، ونقطة الانصهار، والخواص الميكانيكية (الصلابة، والانزلاق، ووالانفلاق البلوري، وومعامل المرونة)، والترطيب، والخواص الحرارية (التمدد الحراري، السعة الحرارية، والناقلية الحرارية)، والانتشار، والناقلية الأيونية، ومعامل الانكسار، والامتصاص، والألوان،والعوازل الكهربائية والعوازل ذات الاستقطاب الكهربائي، والمغناطيسية
8. البنية البلورية للفلزات، وأشباه الموصلات، والبوليمرات، والخزف